# Avannaata

Lägeskarta

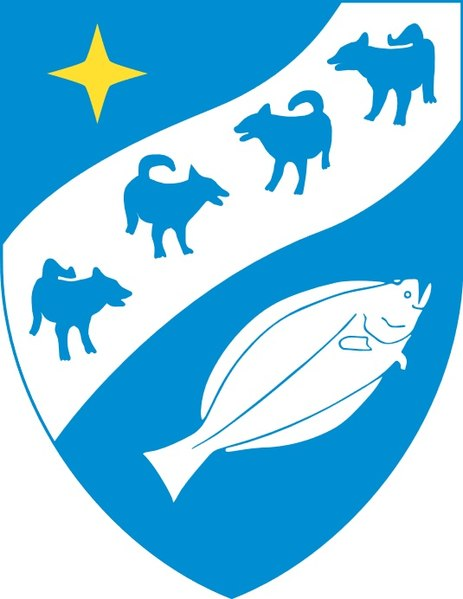
Kommunens vapen

Avannaata (Avannaata Kommunia) är en av Grönlands fem kommuner. Kommunen ligger i territoriets nordvästra del.

## Geografi
Kommunen har en yta på cirka 522 700 km² med cirka 10 500 invånare. Befolkningstätheten är cirka 0,02 invånare/km².
Kommunen inrättades 2018 då kommunen Qaasuitsup delades i två enheter, kommunerna Avannaata och  Qeqertalik.
Området Ilulissatfjorden som upptogs på Unescos världsarvslista 2004 ligger kring Diskobukten öster om Ilulissat.

## Förvaltning
Kommunens ISO 3166-2 kod är GL-AV och huvudort är Ilulissat. Kommunen är ytterligare underdelad i 4 städer (byer), 23 områden (bygder).

## Politik
Avannaatas kommunstyrelse har 17 medlemmar och väljs vart fjärde år.

## Städer och bygder i kommunen

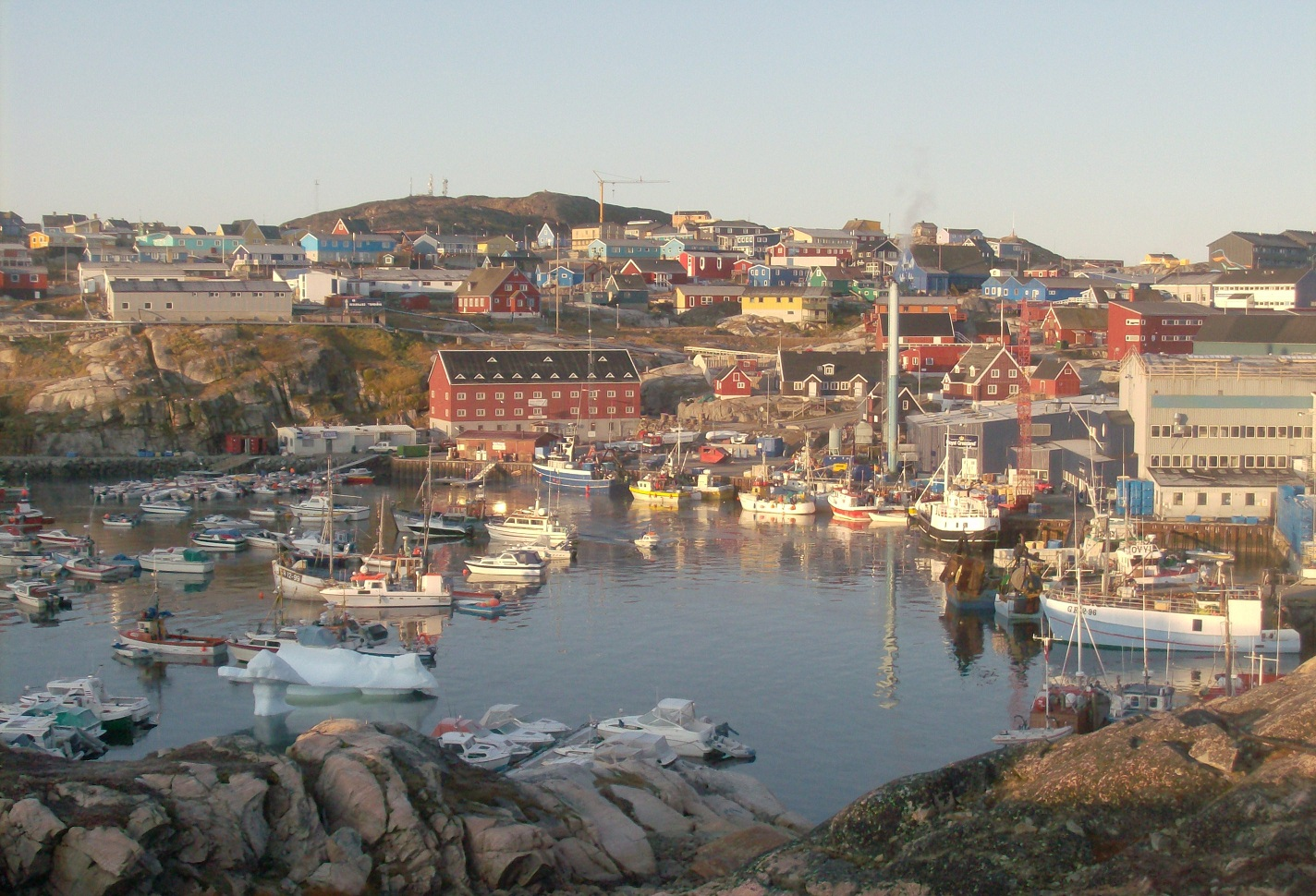
Vy över Illulissat

- Aappilattoq
- Ikerasak
- Ilimanaq
- Illorsuit
- Ilulissat
- Innaarsuit
- Kangersuatsiaq
- Kullorsuaq
- Naajaat
- Niaqornat
- Nutaarmiut
- Nuugaatsiaq
- Nuussuaq
- Qaanaaq
- Qaarsut
- Qeqertaq
- Qeqertat
- Oqaatsut
- Saattut
- Saqqaq
- Savissivik
- Siorapaluk
- Tasiusaq
- Ukkusissat
- Uummannaq
- Upernavik
- Upernavik Kujalleq